# Universidad Técnica Estatal de Quevedo
La Universidad Técnica Estatal de Quevedo (UTEQ) es una universidad pública ecuatoriana situada en la ciudad de Quevedo, provincia de Los Ríos. Creada oficialmente por decreto legislativo en el año 1984. Previamente funcionaba como una extensión de la Universidad Técnica Luis Vargas Torres de Esmeraldas.
Es una universidad acreditada por el Consejo de Evaluación, Acreditación y Aseguramiento de la Calidad de la Educación Superior y se encuentra posicionada en la categoría A+.

## Historia
La Universidad Técnica Estatal de Quevedo inició sus actividades el 22 de enero de 1976 como una extensión de la Universidad Técnica Luis Vargas Torres de Esmeraldas, abriendo sus puertas a la ciencia y al conocimiento con las carreras de Ingeniería Forestal e Ingeniería Zootécnica.
Después de múltiples gestiones realizadas por la comunidad quevedeña, el Congreso Nacional finalmente creó la Universidad Técnica Estatal de Quevedo (UTEQ), mediante la Ley de la República del 26 de enero de 1984, publicada en el Registro Oficial N.º 674 del 1 de febrero de 1984.

## Oferta académica

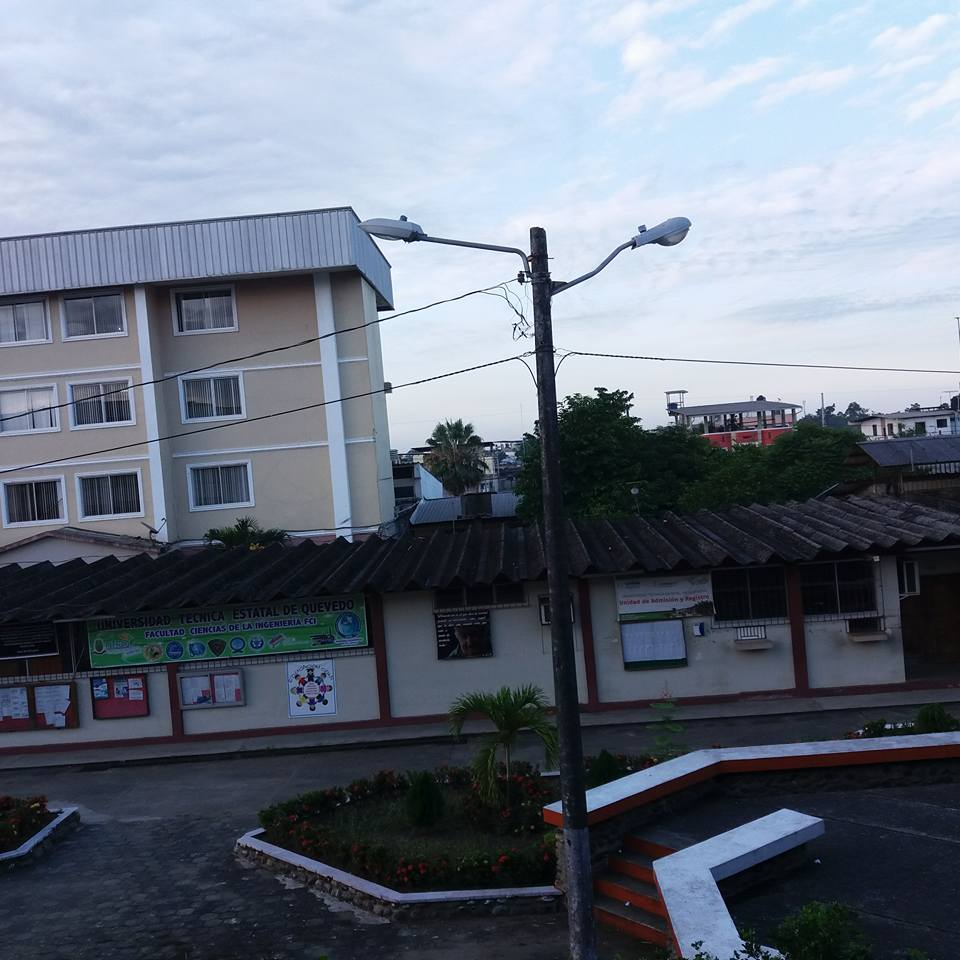
Edificio de prácticas de Hotelería y Turismo en la Universidad Técnica Estatal de Quevedo

La institución cuenta con las siguientes facultades:
Facultad de Ciencias Agrarias y Forestales
- Agroecología
- Agronomía
- Ingeniería Agrícola
- Ingeniería Forestal

Facultad de Ciencias Empresariales
- Administración de Empresas
- Contabilidad y Auditoría
- Gestión del Talento Humano
- Mercadotecnia

Facultad de Ciencias Pecuarias y Biológicas
- Acuicultura
- Agropecuaria
- Biología
- Zootecnia

Facultad de Ciencias Sociales, Económicas y Financieras
- Administración Pública
- Economía
- Finanzas

Facultad de Ciencias de la Educación
- Educación básica
- Pedagogía de los Idiomas Nacionales y Extranjeros
- Psicopedagogía

Facultad de Ciencias de la Industria y Producción
- Agroindustria
- Alimentos
- Ingeniería Industrial
- Seguridad Industrial

Facultad de Ciencias de la Ingeniería
- Arquitectura
- Electricidad
- Hidrología
- Ingeniería Ambiental
- Mecánica
- Software
- Telemática

Facultad de Ciencias de la Salud
- Enfermería

## Empresas
- PRODEUTEQ-EP

## Líneas de Investigación
- Administración, comercio, economía, finanzas y turismo
- Agricultura, Silvicultura y Producción animal
- Alimentos y Agroindustrias
- Ambiental
- Educativa
- Informática y Tecnología de la Información y Comunicación
- Innovación en sistemas eléctricos
- Salud
- Tecnología Mecánica, Industrial y Seguridad Industrial

## Grupos de Investigación
Facultad de Ciencias Agrarias y Forestales
- Climático - Agronómico
- Protección Vegetal
- Biotecnología Genómica
- Biotecnología Vegetal
- Agrosocioeconómico
- Ecosistemas Forestales y Medio Ambiente

Facultad de Ciencias Empresariales
- Gestión de las PYMES
- Contabilidad y Desarrollo Local
- Gestión Empresarial y Desarrollo Económico

Facultad de Ciencias Pecuarias y Biológicas
- Valoración de alimentos para rumiantes y no rumiantes en base de residuos agrícolas
- Piscicultura
- Enseñanza y aprendizaje de las ciencias básicas en la educación superior
- Mejoramiento Vegetal y Manejo de Recursos Fitogenéticos
- Desarrollo agropecuario y gestión sostenible
- Producción de aves

Facultad de Ciencias Sociales, Económicas y Financieras
- Emprendimiento e innovación
- Desarrollo económico y social

Facultad de Ciencias de la Educación
- Educación Superior
- Educación para el conocimiento social y tecnológico

Facultad de Ciencias de la Industria y Producción
- Seguridad en el trabajo y salud ocupacional
- Desarrollo de la tecnología industrial y manufacturera
- Agroalimentación, calidad y seguridad alimentaria
- Aprovechamiento y desarrollo de productos alimenticios a partir de frutas y hortalizas

Facultad de Ciencias de la Ingeniería
- Eficiencia energética y energía renovables
- Biología de la conservación
- Tecnologías de la información y comunicación
- Informática cotidiana
- Valoración y desarrollo de turismo sostenible
- Telemática aplicada y telecomunicaciones avanzadas
- Valoración y calidad ambiental

Facultad de Ciencias de la Salud
- Enfermería y estilos de vida saludables

## Revistas científicas
- Revista Ciencia y Tecnología
- Revista de Ciencias Sociales y Económicas
- Revista InGenio

## Programas de Maestría
- Maestría con trayectoria de investigación en Automatización y Control Industrial
- Maestría en Acuicultura
- Maestría en Administración de Empresas
- Maestría en Agroecología y Desarrollo Sostenible
- Maestría en Agronomía, Mención Producción Agrícola Sostenible
- Maestría en Biotecnología Agropecuaria
- Maestría en Ciencia de Datos
- Maestría en Contabilidad y Auditoría
- Maestría en Desarrollo Local, Mención Planificación, Desarrollo y Ordenamiento Territorial; Mención Economía Social y Solidaria
- Maestría en Educación Mención Orientación Educativa
- Maestría en Gestión Ambiental
- Maestría en Gestión Pública
- Maestría en Manejo Forestal Sostenible
- Maestría en Pedagogía
- Maestría en producción animal, Mención manejo sustentable de rumiantes y monogástricos